# Guadalimar
Il Guadalimar è un fiume della Spagna meridionale, affluente di destra del Guadalquivir. Nasce ai piedi del pico de la Sarga (1762 m s.l.m.m), nella sierra de Alcaraz, in provincia di Albacete, come risultato della confluenza di diversi ruscelli intorno a Villaverde de Guadalimar. Confluisce nel Guadalquivir in Provincia di Jaén.
Riceve da destra i fiumi Onsares, Guadalmena e Guadalén, da sinistra i fiumi Cotillas, Arroyo Frío, Carrizas, Morles e Trujala.
Lungo il suo percorso attraversa la Sierra de Segura.
Lungo il suo corso si trova il bacino del Giribaile con una capacità di 475 hm³.
Il nome deriva dall'arabo «wad al-ihmar» che significa «fiume colorato», che è curiosamente il nome con cui è conosciuto nella zona, per il colore rossastro delle acque.
Il fiume attraversa il territorio dei comuni di Villaverde de Guadalimar e Cotillas in provincia di Albacete, di Siles, Benatae, Torres de Albánchez, La Puerta de Segura, Puente de Génave, Arroyo del Ojanco, Segura de la Sierra, Chiclana de Segura, Beas de Segura, Sorihuela del Guadalimar, Villanueva del Arzobispo, Castellar, Iznatoraf, Santisteban del Puerto, Villacarrillo, Sabiote, Navas de San Juan, Úbeda, Rus, Vilches, Ibros, Linares, Lupión, Torreblascopedro e Jabalquinto in provincia di Jaén.

## Schema del corso
| Sponda sinistra                   | Sponda sinistra              | Sponda sinistra          | Sponda destra            | Sponda destra                | Sponda destra      |
| Affluenti                         | Div. amm.                    | Comuni                   | Comuni                   | Div. amm.                    | Affluenti          |
| --------------------------------- | ---------------------------- | ------------------------ | ------------------------ | ---------------------------- | ------------------ |
| Cotillas                          | Castiglia-La Mancia Albacete | Villaverde de Guadalimar | Villaverde de Guadalimar | Castiglia-La Mancia Albacete |                    |
| Arroyo Frío                       | Castiglia-La Mancia Albacete | Villaverde de Guadalimar | Villaverde de Guadalimar | Castiglia-La Mancia Albacete |                    |
| Villaverde de Guadalimar Cotillas | Castiglia-La Mancia Albacete |                          |                          | Castiglia-La Mancia Albacete |                    |
| Carrizas Morles                   | Andalusia Jaén               | Siles                    | Siles                    | Andalusia Jaén               |                    |
|                                   | Andalusia Jaén               | Benatae                  | Siles                    | Andalusia Jaén               |                    |
| Torres de Albánchez               | Andalusia Jaén               | Benatae                  | Onsares                  | Andalusia Jaén               |                    |
| Trújala                           | Andalusia Jaén               | Benatae                  | Benatae                  | Andalusia Jaén               |                    |
|                                   | Andalusia Jaén               | La Puerta de Segura      |                          | Andalusia Jaén               |                    |
| Puente de Génave                  | Andalusia Jaén               |                          |                          | Andalusia Jaén               |                    |
| Arroyo del Ojanco                 | Andalusia Jaén               | Puente de Génave         |                          | Andalusia Jaén               |                    |
| Arroyo del Ojanco                 | Andalusia Jaén               | Segura de la Sierra      | Guadalmena               | Andalusia Jaén               |                    |
| Arroyo del Ojanco                 | Andalusia Jaén               | Río de Beas              | Guadalmena               | Andalusia Jaén               | Chiclana de Segura |
| Beas de Segura                    | Andalusia Jaén               | Río de Beas              |                          | Andalusia Jaén               | Chiclana de Segura |
|                                   | Andalusia Jaén               | Sorihuela del Guadalimar |                          | Andalusia Jaén               |                    |
| Sorihuela del Guadalimar          | Andalusia Jaén               |                          |                          | Andalusia Jaén               |                    |
| Villanueva del Arzobispo          | Andalusia Jaén               | Sorihuela del Guadalimar |                          | Andalusia Jaén               |                    |
| Villanueva del Arzobispo          | Andalusia Jaén               | Castellar                |                          | Andalusia Jaén               |                    |
| Iznatoraf                         | Andalusia Jaén               |                          |                          | Andalusia Jaén               |                    |
| Santisteban del Puerto            | Andalusia Jaén               |                          |                          | Andalusia Jaén               |                    |
| Villacarrillo                     | Andalusia Jaén               |                          |                          | Andalusia Jaén               |                    |
| Sabiote                           | Andalusia Jaén               |                          |                          | Andalusia Jaén               |                    |
| Navas de San Juan                 | Andalusia Jaén               |                          |                          | Andalusia Jaén               |                    |
| Úbeda                             | Andalusia Jaén               |                          |                          | Andalusia Jaén               |                    |
| Navas de San Juan                 | Andalusia Jaén               |                          |                          | Andalusia Jaén               |                    |
| Úbeda                             | Andalusia Jaén               |                          |                          | Andalusia Jaén               |                    |
| Úbeda                             | Andalusia Jaén               |                          |                          | Andalusia Jaén               |                    |
| Rus                               | Andalusia Jaén               | Úbeda                    |                          | Andalusia Jaén               |                    |
| Rus                               | Andalusia Jaén               | Vilches                  |                          | Andalusia Jaén               |                    |
| Ibros                             | Andalusia Jaén               | Guadalén                 |                          | Andalusia Jaén               |                    |
| Ibros                             | Andalusia Jaén               | Guadalén                 | Linares                  | Andalusia Jaén               |                    |
| Lupión                            | Andalusia Jaén               |                          |                          | Andalusia Jaén               |                    |
| Torreblascopedro                  | Andalusia Jaén               |                          |                          | Andalusia Jaén               |                    |
| Jabalquinto                       | Andalusia Jaén               |                          |                          | Andalusia Jaén               |                    |
| Confluenza con il Guadalquivir    |                              |                          |                          |                              |                    |